# Enniusz (imię)
Enniusz – imię męskie pochodzenia łacińskiego, od nazwy rodu Enniuszów.
Znane osoby noszące imię Enniusz:
- Enniusz, Quintus Ennius, poeta rzymski
- Ennio Antonelli, kardynał katolicki
- Ennio Morricone, włoski kompozytor muzyki filmowej